# Pierre Gobert

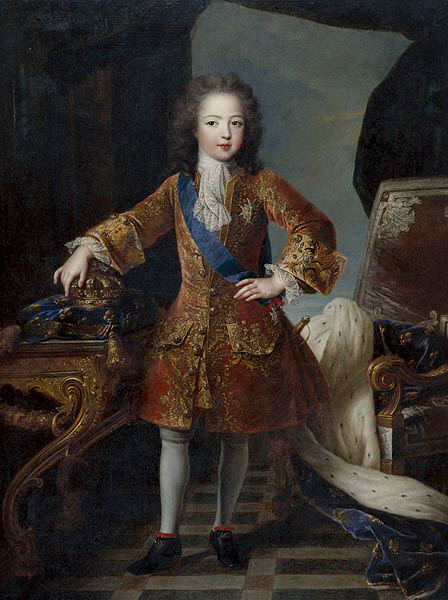
Ludwig XV. als Kind von Gobert

Pierre Gobert (* 1. Januar 1662 in Fontainebleau; † 13. Februar 1744 in Paris) war ein französischer Hofmaler, bekannt für seine Porträtbilder.
Pierre Gobert war der Sohn des Bildhauers Jean II. Gobert. Am 16. Oktober 1681 heiratete er in Fontainebleau seine Cousine Marie-Catherine Nivelon († 19. oder 20. November 1723). In den folgenden Jahren hielt er sich möglicherweise in München auf, wo er am Hof malte (Thoison). Nachdem er schon 1686 vergeblich um Aufnahme nachgesucht hatte, wurde er am 31. Dezember 1701 in die königliche Akademie der Künste aufgenommen, nachdem er zwei Porträts eingereicht hatte. Im Januar 1724 wurde er in den Rat der Akademie gewählt als Nachfolger des verstorbenen M. Boyer. Während der Regierungszeit von Ludwig XIV. und Ludwig XV. wurde er viel beschäftigter Porträtist insbesondere vieler hochgestellter adliger Damen des Hofes und ihrer Kinder. Er versah seine Bilder mit mythologischen Hinweisen in der Tradition von Pierre Mignard, reichte aber nach Engerand nicht an Jean-Marc Nattier heran. Unter den Porträtierten waren u. a. der Prinz von Condé, Zar Peter I., Ludwig XV., die Königin Maria Leszczyńska (wozu er 1725 nach Weißenburg im Elsass fuhr, wo der ehemalige polnische König damals wohnte), Louise-Elisabeth de Bourbon-Condé (Prinzessin von Conty), Françoise Marie de Bourbon (Herzogin von Orleans) und die Herzogin von Maine.
Ende des 19. Jahrhunderts war er schon so vergessen, dass zahlreiche seiner Gemälde in der Sammlung von Versailles Unbekannten oder sogar anderen Malern (wie Jean-Baptiste van Loo) zugeschrieben wurden. Nach Engerand war er wie ein Berufs-Porträtfotograf in seinem Atelier zu einer hohen Produktion von Porträts gezwungen, mit teilweise 60 Kopien desselben Gemäldes, teilweise hastig hergestellt und von schlechter Qualität. Solche Aufträge übernahm er auch zum Beispiel in den Jahren 1707 bis 1709, als er für den Herzog Leopold von Lothringen Porträts seiner Familie in mehrfachen Kopien anfertigte bzw. deren Herstellung überwachte.